# Égouts de Londres
Pour les articles homonymes, voir Égout (homonymie).

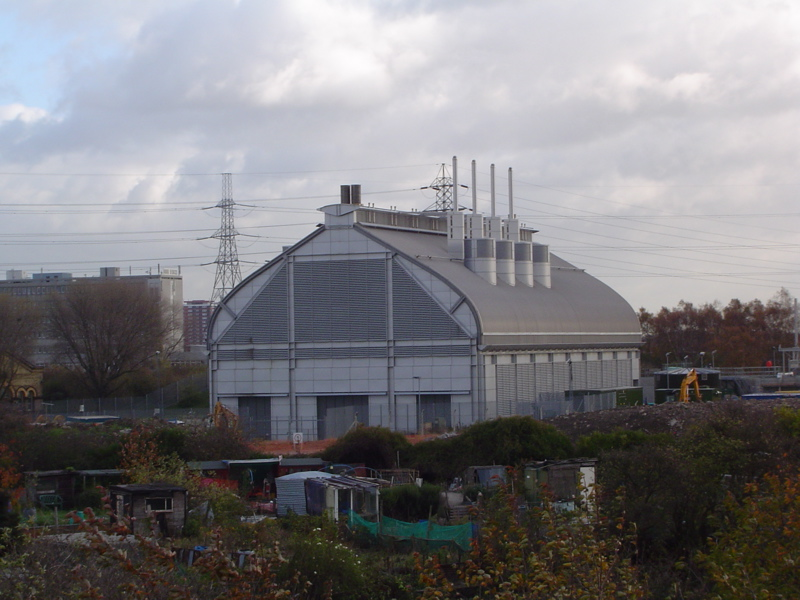
Nouvelle station de pompage d'Abbey Mills

Les égouts de Londres (Royaume-Uni) représentent une partie du réseau de traitement des eaux usées de la capitale britannique. Construits durant la deuxième moitié du XIXe siècle sur les projets de l'ingénieur britannique Joseph Bazalgette, ce réseau a contribué à l'assainissement de la ville et permit d'éradiquer le choléra.

## Histoire du réseau

### Projets initiaux

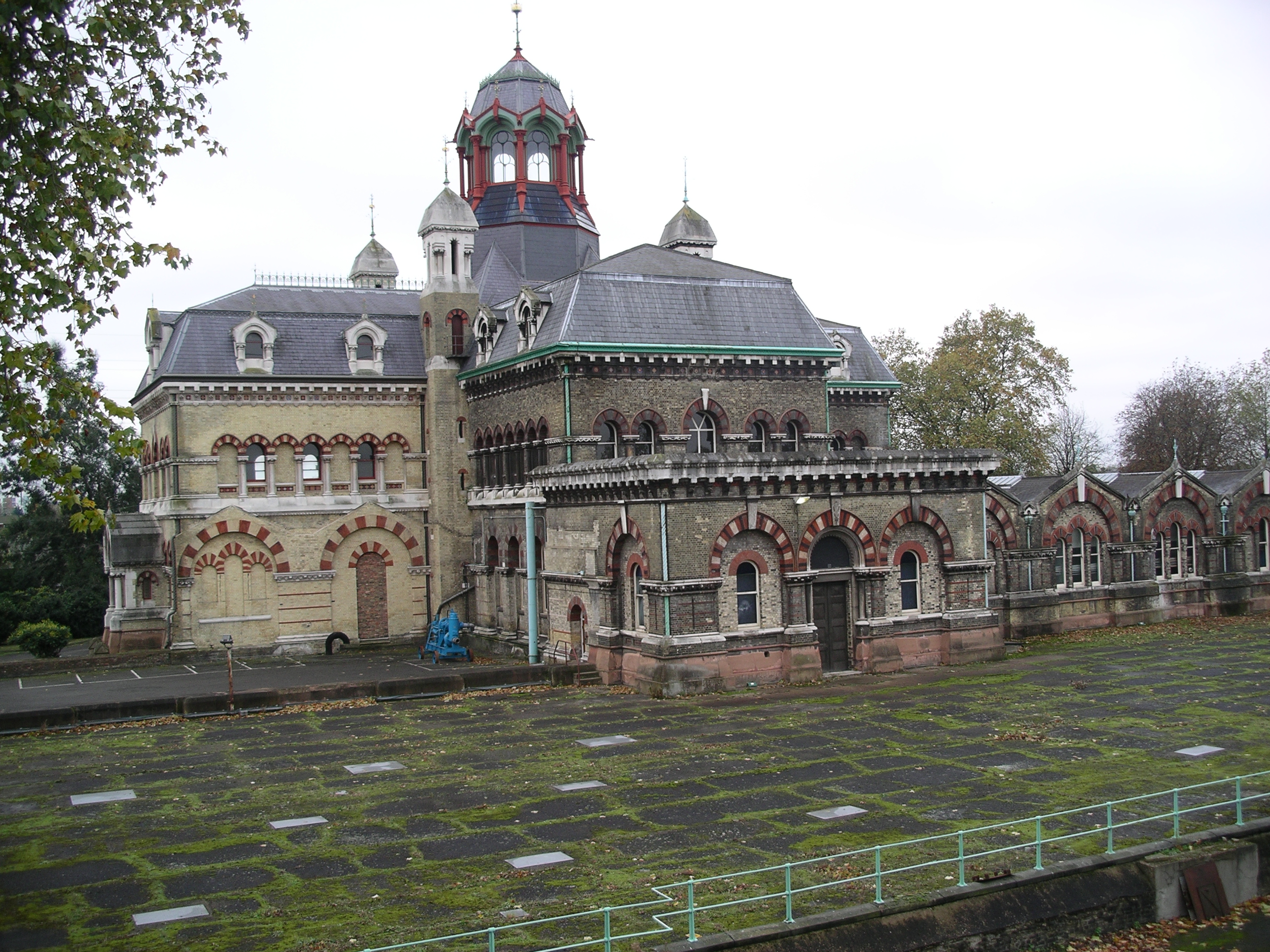
Ancienne station de pompage d'Abbey Mills

Au début du XIXe siècle, la Tamise est un égout à ciel ouvert qui recueille toutes les eaux usées de Londres. L'invention puis l'utilisation des toilettes rend les maisons plus hygiéniques mais tout est évacué par les réseaux originellement destinés aux eaux de pluie. Une nouvelle maladie, le choléra, apparaît et d'autres se répandent comme la dysenterie et la fièvre typhoïde.
En août 1849, Joseph Bazalgette est nommé assistant géomètre à la Metropolitan Sewer Commission (commission des égouts de la ville). Edwin Chadwik et William Farr pensent alors, comme nombre de leurs contemporains, que le choléra est apporté par les miasmes, c'est-à-dire que les odeurs sont responsables des maladies. Ils décident donc d'évacuer les égouts vers les rivières.
L'épidémie se termine à l'hiver 1849 sans que personne connaisse l'origine de la maladie. John Snow émet un doute sur la théorie des miasmes. En 1853, la maladie réapparaît. Pour J. Snow, il apparaît alors que la maladie (choléra) est propagée par l'eau consommée.
Joseph Bazalgette est nommé, en 1856, au Conseil Métropolitain des Travaux et doit construire un nouveau réseau d'égouts.
Il calcule que la pente nécessaire est de 40 centimètres au kilomètre. Ainsi, elle permettra un débit suffisant tout en évitant d'user prématurément les canalisations par une vitesse trop importante.
Il base ses plans sur l'idée d'acheminer les ordures dans l'estuaire de la Tamise avec la gravité, un réservoir et un déversoir. Ses plans doivent tenir compte de l'importance de la marée qu'il utilise pour provoquer l'extraction mécanique des déchets accumulés dans le réservoir terminal. Ses plans nécessitent 300 000 000 briques, plus de 150 km de tunnel de 3 mètres de haut et de forme ovale pour la résistance.
L'ensemble du projet prévoit la construction de deux ensembles distincts situés de part et d'autre de la Tamise.
Les plans ont été redessinés cinq fois et rejetés cinq fois de suite par les autorités.

### Les travaux des égouts
La contamination est si forte, durant l'été 1858, que les notables fuient la ville : c'est la Grande Puanteur. Le parlement est même contraint de fermer.
Les parlementaires signent alors le projet de loi et attribuent 3 000 000 de livres britanniques pour commencer les travaux.
Ces travaux doivent permettre la construction de 1 750 km de tunnels afin d'acheminer 140 000 m3 de détritus par an.
Pour chacun des tunnels, le travail consiste à creuser la tranchée, construire la canalisation (en briques) puis à le recouvrir de terre.
La solidité de l'ouvrage dépend des matériaux utilisés. Les briques étant tenues avec du ciment, ce dernier est sélectionné en fonction de ses propriétés de résistance. Le ciment portland est choisi ; il s'agit alors d'un nouveau matériau. L'une de ses principales propriétés est de durcir au contact de l'eau. Mais il souffre d'un dosage difficile. Pour cette raison, un échantillon de chaque gâchée de ciment est contrôlé (sorte de contrôle de qualité).
Le travail est interrompu au bout d'une année en raison d'une grève des maçons qui réclament 6 shillings par jour (travaillé) au lieu de cinq.
Lors des travaux, des accidents surviennent :
- Une conduite de gaz est percée, ce qui provoque une explosion et un mort.
- Les ouvriers du métro creusent trop près des égouts, il est alors inondé.
- Au sud de Londres, des quantités importantes de terre et de bois s'effondrent. Sur les 6 ouvriers enterrés vivants par l'accident, 3 sont retrouvés vivants, 2 décèdent et 1 est porté disparu.

Mais moins de dix accidents surviennent pendant toute la durée des travaux.
Afin de soigner son image, J. Bazalgette invita des journalistes à l'assemblage de deux sections de conduite.
L'un des principaux éléments de l'ouvrage est le tunnel de Woolwich, qui doit acheminer les eaux usées vers la station de pompage.
Cette station de pompage contient la plus grosse pompe jamais fabriquée.
4 machines à vapeur y sont installées.
Elles permettent de pomper à 7 mètres de profondeur afin de stocker les eaux usées dans un réservoir.
La station fut inaugurée par le prince de Galles.

### Fin des travaux
Trois mois après l'inauguration, le choléra réapparait.
Un réservoir d'eau semblait être contaminé, alors que l'eau devait être filtrée. Des anguilles furent trouvées dans le réservoir.
La présence de ces anguilles prouve que de l'eau non filtrée et contaminée par les ordures fut apportée dans le réservoir.
Depuis la fin des travaux, le choléra n'est jamais réapparu dans Londres.
Le 26 juillet 1867, malgré des précipitations spectaculaires, les égouts écoulent toutes les eaux.

## Nécessité de mise en conformité
Malgré leur immense taille, les égouts de Londres ne sont pas suffisants pour assurer la collecte des eaux usées par temps de pluie à Londres. Cela mène à de nombreux déversements qui ont fait l'objet de la condamnation de Londres en 2012 par la cour de justice européenne pour leur non-respect de la directive européenne sur les eaux résiduaires urbaines.

### Série télévisée
- Les égouts de Londres dans la série Les Sept Merveilles du Monde Industriel (BBC)